# Football Club Internazionale Milano 2020-2021
Questa voce raccoglie le informazioni riguardanti il Football Club Internazionale Milano nelle competizioni ufficiali della stagione 2020-2021.

## Stagione
(Antonio Conte, 14 maggio 2021)

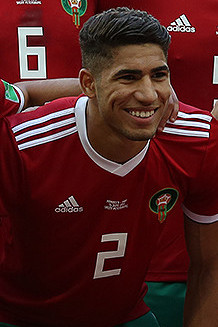
Il marocchino Achraf Hakimi è l'acquisto stagionale più oneroso dell'Inter: dopo un iniziale periodo di ambientamento, l'esterno si rivela un fattore decisivo per il successo finale dei nerazzurri.

A seguito del secondo posto raggiunto nel campionato 2019-2020 e della finale di Europa League, l'Inter conferma Antonio Conte in panchina. Sul mercato, i nerazzurri si rinforzano sulle fasce con gli arrivi del talentuoso Hakimi, di proprietà del Real Madrid ma in prestito al Borussia Dortmund nella stagione precedente, dell'esperto Kolarov dalla Roma, e di Darmian dal Parma, mentre in mezzo al campo viene acquistato Vidal dal Barcellona, che torna in Serie A a cinque anni di distanza dall'ultima esperienza. La rosa interista vede anche le conferme di Sensi e Sánchez e i ritorni di Nainggolan e Perišić, rispettivamente dai prestiti al Cagliari e al Bayern Monaco. Per integrare l'attacco viene ripreso il giovane Pinamonti dal Genoa. Sul fronte partenze, vengono ceduti Godín, che si trasferisce al Cagliari dopo un solo anno a Milano, e Candreva, che si accasa alla Sampdoria. Salutano anche Borja Valero, che non rinnova il suo contratto, Asamoah, che lo risolve, Lazaro, e Esposito, girati in prestito a Borussia M'gladbach e SPAL, mentre Biraghi e Moses fanno ritorno a Fiorentina e Chelsea dopo la scadenza dei rispettivi prestiti. L'ex capitano Icardi viene ceduto a titolo definitivo al Paris Saint-Germain, dove già aveva trascorso l'ultima stagione.
In campionato i nerazzurri devono fronteggiare un inizio in salita: alle vittorie contro la Fiorentina e il Benevento, contrassegnate da un alto numero di gol, seguono un pari contro la Lazio e la sconfitta nella stracittadina, che fanno perdere contatto con il vertice (il Milan, peraltro, non s'imponeva in campionato dal gennaio 2016). Allo stop nel derby segue il successo sul campo del Genoa, ma nelle due gare successive i nerazzurri vengono fermati sul pari da Parma e Atalanta. Al ritorno dalla sosta di novembre, la squadra infila una striscia di sette vittorie consecutive — inframmezzata dall'eliminazione europea — che la proietta al secondo posto in classifica e all'inseguimento del Milan capolista.
In Champions League i meneghini vengono sorteggiati in un girone considerato alla portata, sebbene con qualche insidia: a far compagnia ai nerazzurri, infatti, vi sono il Real Madrid, lo Šachtar (avversario, peraltro, già sconfitto dalla Beneamata nella stagione precedente in Europa League) e il Borussia Mönchengladbach. Nelle prime due partite della massima competizione europea, i nerazzurri ottengono due pari contro tedeschi e ucraini, prima di uscire sconfitti per due volte dal doppio incrocio contro il Real Madrid. La vittoria in trasferta contro il Borussia Mönchengladbach tiene vive le speranze di qualificazione agli ottavi di finale, ma il pareggio casalingo a reti bianche contro lo Šachtar sancisce l'ultimo posto nel girone e la conseguente eliminazione dalla Champions League, nonché il mancato ripescaggio in Europa League.

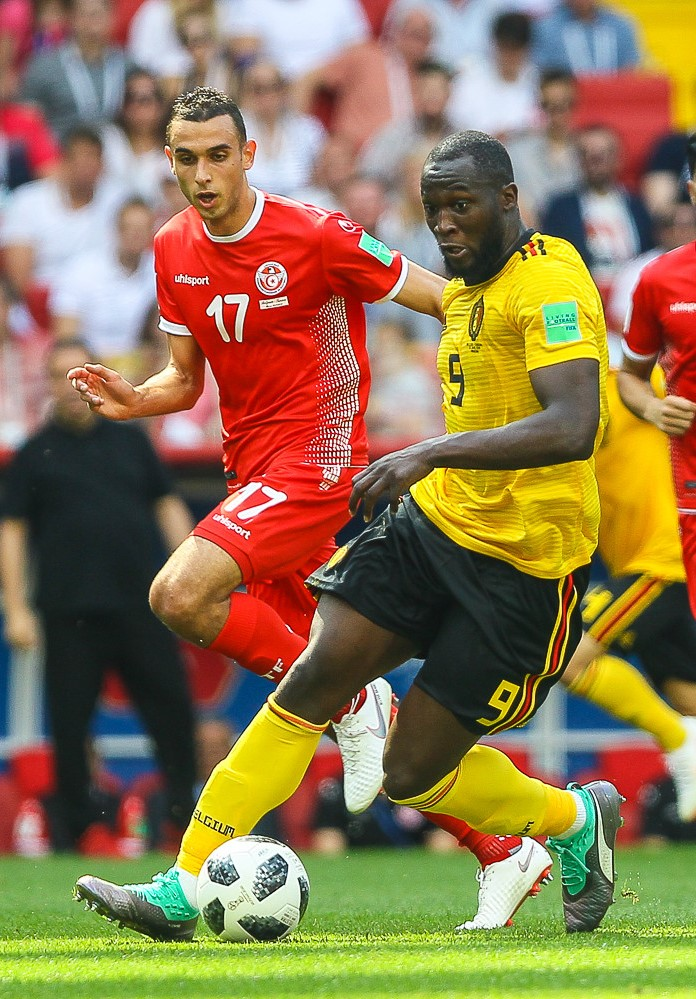
Il belga Romelu Lukaku si conferma il miglior marcatore dei nerazzurri in campionato (24) e in tutte le competizioni (30) ed emerge come uno dei protagonisti dello scudetto.

All'inizio del nuovo anno, i nerazzurri vincono con ampio margine sul Crotone, prima di subire la seconda sconfitta in campionato sul campo della Sampdoria. A questi due risultati, seguono il pareggio in casa della Roma e la significativa vittoria a San Siro contro la Juventus (l'Inter non batteva la compagine bianconera dal settembre 2016). Il girone d'andata si chiude con i nerazzurri al secondo posto, alle spalle del Milan, dopo il pareggio con l'Udinese. L'avvio del girone di ritorno nel mese di gennaio fa registrare due vittorie in altrettante gare, ma la distanza dalla vetta rimane inalterata. Nello stesso mese, l'Inter comincia anche il suo cammino in Coppa Italia: i nerazzurri superano la Fiorentina agli ottavi (2-1 dopo i tempi supplementari) e il Milan ai quarti (2-1), grazie al gol decisivo nei minuti di recupero di Eriksen. In semifinale, però, i meneghini vengono eliminati dalla Juventus, perdendo per 1-2 all'andata e impattando per 0-0 al ritorno.
Eliminati anche dalla coppa nazionale, i nerazzurri si rituffano sull'unico obiettivo stagionale rimasto e alla 22ª giornata operano il sorpasso al Milan: approfittando della sconfitta dei rossoneri con il neopromosso Spezia, battono la Lazio e si portano in testa alla classifica con un punto di vantaggio. Nel turno successivo l'Inter batte proprio il Milan con un netto 3-0, firmato dai suoi attaccanti Lukaku e Martínez, che confermano anche in questa stagione la loro prolificità dal punto di vista realizzativo. Nelle quattro giornate successive i meneghini colgono altrettante vittorie (compresa quella di rilievo con l'Atalanta), allungando la striscia di successi consecutivi a otto e portando il margine sulla più diretta inseguitrice a nove punti. Neanche la sosta per le nazionali di marzo ferma la marcia dei nerazzurri: infilando altri tre successi, che portano il totale a undici, l'Inter stabilisce il nuovo record di vittorie consecutive dall'inizio del girone di ritorno nella storia del campionato italiano (il precedente primato, dieci, era stato realizzato dal Milan nella stagione 1989-1990) e distacca i rossoneri addirittura di undici lunghezze. Due pareggi e il successo casalingo con il Verona avvicinano i nerazzurri all'obiettivo del diciannovesimo tricolore, il quale si concretizza alla 34ª giornata, il 2 maggio 2021, con la vittoria contro il Crotone e il contestuale pareggio dell'Atalanta. Per Conte, che riporta il titolo ai meneghini dopo undici anni, si tratta del quarto campionato italiano vinto da allenatore e del quinto in assoluto, contando anche quello con il Chelsea. Per Zhang è invece il primo titolo da presidente, oltre che il primo vinto da una proprietà straniera in Italia.
Nelle ultime quattro partite di campionato, l'Inter ottiene tre vittorie e una sconfitta (quella ininfluente contro la Juventus), chiudendo il campionato a 91 punti: per i nerazzurri, che terminano a dodici lunghezze dal Milan secondo, si tratta del miglior risultato in termini di punteggio dalla stagione 2006-2007, quando avevano totalizzato 97 punti. Battendo l'Udinese all'ultima giornata, l'Inter eguaglia il primato di squadre battute in un singolo campionato (19), stabilito dalla Juventus già in cinque occasioni precedenti.

## Divise e sponsor
Lo sponsor tecnico per la stagione 2020-2021 è Nike, mentre gli sponsor ufficiali sono il main sponsor Pirelli, il back sponsor Driver e i training kit sponsor Suning.com e Lenovo.
La maglia home presenta un motivo a zig-zag con righe spesse verticali nero-azzurre, che si ispirano al biscione, storico simbolo interista. Sui fianchi sono presenti bande nere, neri sono anche i pantaloncini, mentre blu i calzettoni. La parola "Inter" è presente all'interno della maglia e sui calzettoni. La maglia away è invece di colore bianco ed è caratterizzata da un motivo a rete con righe sottili nero-azzurre, presente anche sulle maniche e sul retro, ispirato al postmodernismo milanese degli anni 1980; il colletto, che ha uno scollo a V, è nero-azzurro. Sia i pantaloncini sia i calzettoni sono bianchi; su questi ultimi è presente la parola "Inter". La maglia third, ispirata alla jersey culture degli anni 1990, presenta strisce orizzontali di colore nero e grigio scuro ed è impreziosita da dettagli gialli; la finitura dello scollo e i bordi delle maniche sono blu. Sulla nuca è presente un'etichetta con la scritta "Inter Milano". I pantaloncini e i calzettoni sono neri.
Nella gara di campionato contro la Lazio del 14 febbraio 2021, i giocatori sono scesi in campo con una maglia speciale per celebrare il Capodanno cinese. I nomi sono scritti in caratteri cinesi mentre sulla manica sinistra è applicata una patch dedicata. Nella gara di campionato contro il Genoa del 28 febbraio successivo, sulla maglia è stata applicata una patch speciale per celebrare il 60º anniversario dalla fondazione del Centro Coordinamento Inter Club.
Il 7 aprile 2021 è stata presentata una speciale quarta maglia, parte della collezione ideata per il lancio del nuovo logo del club, in uso dalla stagione 2021-2022 e che fa il suo esordio su questa divisa. La maglia, ispirata all'attitudine visionaria dell'artista futurista Giorgio Muggiani e al Memphis design, presenta un intreccio di forme geometriche e utilizza quattro colori (giallo, bianco, nero e azzurro). Lo sponsor ufficiale è posizionato in verticale su una striscia nera che occupa il fianco sinistro della casacca, in riferimento alle casacche dei portieri della stagione 1995-1996. La divisa è stata indossata unicamente nella partita di campionato contro la Roma del 12 maggio 2021. Questa maglia è stata l'ultima divisa presentata nell'era dello storico sponsor Pirelli.
| Casa | Trasferta | Terza divisa | Quarta divisa |

Per i portieri sono state realizzate quattro divise, tutte con lo stesso template, nelle varianti grigio, verde, arancione e nero.
| 1ª portiere | 2ª portiere | 3ª portiere | 4ª portiere |

## Organigramma societario
Area direttiva
- Presidente: Steven Zhang
- Vice Presidente: Javier Zanetti
- Consiglio di Amministrazione: Steven Zhang, Alessandro Antonello, Giuseppe Marotta, Ren Jun, Yang Yang, Mi Xin, Zhu Qing, Daniel Kar Keung Tseung, Tom Pitts
- Collegio sindacale. Sindaci effettivi: Luca Nicodemi, Giacomo Perrone, Alessandro Padula
- Amministratore delegato Corporate: Alessandro Antonello
- Amministratore delegato Sport: Giuseppe Marotta
- Chief Financial Officer: Tim Williams
- Chief Marketing Officer: Luca Danovaro
- Chief Commercial Officer: Jaime Colás Rubio

Area comunicazione
- Chief Communications Officer: Matteo Pedinotti
- Brand & Media Content Director: Luigi Filippo Ecuba
- Head of Information Systems: Riccardo Tinnirello
- Head of Press Office and Editorial Content: Leo Picchi
- Responsabile Rapporti con i Media ed Eventi di Comunicazione: Luigi Crippa
- Ufficio Stampa: Daria Nicoli, Andrea Dal Canton, Federica Sala
- Presidente Onorario Inter Club: Bedy Moratti
- Direttore Responsabile Inter TV: Roberto Scarpini

Area sportiva
- Direttore sportivo: Piero Ausilio
- Vice direttore sportivo: Dario Baccin
- First Team Technical Manager: Gabriele Oriali[51]
- Team Manager: Matteo Tagliacarne

Area tecnica
- Allenatore: Antonio Conte
- Vice allenatore: Cristian Stellini
- Collaboratori tecnici: Gianluca Conte, Paolo Vanoli
- Preparatori atletici: Antonio Pintus, Costantino Coratti, Stefano Bruno
- Preparatore dei portieri: Adriano Bonaiuti
- Nutrizionista: Matteo Pincella

Football analysis area
- Match analysts: Alessandro Davite, Giacomo Toninato, Roberto Merella, Stefano Castellani
- Performance analysis: Filippo Nardi

Area sanitaria
- Responsabile settore medico: Piero Volpi
- Medici prima squadra: Luca Pulici, Claudio Sprenger, Alessandro Quaglia
- Coordinatore fisioterapisti: Marco Dellacasa
- Fisioterapisti: Leonardo Arici, Ramon Cavallin, Davide Lama
- Fisioterapista/osteopata: Andrea Veschi
- Riatletizzatore: Andrea Belli

## Rosa
Rosa e numerazione aggiornate al 6 ottobre 2020.
| N. |                        | Ruolo | Calciatore                       |
| -- | ---------------------- | ----- | -------------------------------- |
| 1  | Slovenia (bandiera)    | P     | Samir Handanovič (capitano)      |
| 2  | Marocco (bandiera)     | D     | Achraf Hakimi                    |
| 5  | Italia (bandiera)      | C     | Roberto Gagliardini              |
| 6  | Paesi Bassi (bandiera) | D     | Stefan de Vrij                   |
| 7  | Cile (bandiera)        | A     | Alexis Sánchez                   |
| 8  | Uruguay (bandiera)     | C     | Matías Vecino                    |
| 9  | Belgio (bandiera)      | A     | Romelu Lukaku                    |
| 10 | Argentina (bandiera)   | A     | Lautaro Martínez                 |
| 11 | Serbia (bandiera)      | D     | Aleksandar Kolarov               |
| 12 | Italia (bandiera)      | C     | Stefano Sensi                    |
| 13 | Italia (bandiera)      | D     | Andrea Ranocchia (vice capitano) |
| 14 | Croazia (bandiera)     | C     | Ivan Perišić                     |
| 15 | Inghilterra (bandiera) | D     | Ashley Young                     |
| 22 | Cile (bandiera)        | C     | Arturo Vidal                     |
| 23 | Italia (bandiera)      | C     | Nicolò Barella                   |
| 24 | Danimarca (bandiera)   | C     | Christian Eriksen                |
| 27 | Italia (bandiera)      | P     | Daniele Padelli                  |
| 29 | Brasile (bandiera)     | C     | Dalbert                          |
| 31 | Italia (bandiera)      | D     | Lorenzo Pirola                   |
| 33 | Italia (bandiera)      | D     | Danilo D'Ambrosio                |
| 35 | Serbia (bandiera)      | P     | Filip Stanković                  |

| N. |                       | Ruolo | Calciatore            |
| -- | --------------------- | ----- | --------------------- |
| 36 | Italia (bandiera)     | D     | Matteo Darmian        |
| 37 | Slovacchia (bandiera) | D     | Milan Škriniar        |
| 38 | Italia (bandiera)     | C     | Riccardo Boscolo Chio |
| 39 | Italia (bandiera)     | C     | Cesare Casadei        |
| 40 | Italia (bandiera)     | D     | Fabio Cortinovis      |
| 41 | Italia (bandiera)     | A     | Gaetano Oristanio     |
| 42 | Italia (bandiera)     | D     | Lorenzo Moretti       |
| 43 | Belgio (bandiera)     | C     | Tibo Persyn           |
| 44 | Belgio (bandiera)     | C     | Radja Nainggolan      |
| 45 | Italia (bandiera)     | D     | Edoardo Sottini       |
| 46 | Argentina (bandiera)  | C     | Franco Vezzoni        |
| 47 | Italia (bandiera)     | C     | Niccolò Squizzato     |
| 48 | Argentina (bandiera)  | A     | Franco Carboni        |
| 49 | Uruguay (bandiera)    | A     | Martín Satriano       |
| 50 | Italia (bandiera)     | A     | Nicholas Bonfanti     |
| 51 | Italia (bandiera)     | C     | David Wieser          |
| 77 | Croazia (bandiera)    | C     | Marcelo Brozović      |
| 95 | Italia (bandiera)     | D     | Alessandro Bastoni    |
| 97 | Romania (bandiera)    | P     | Ionuț Radu            |
| 99 | Italia (bandiera)     | A     | Andrea Pinamonti      |

## Calciomercato

### Sessione estiva (dal 1º settembre al 5 ottobre)
| Acquisti         | Acquisti             | Acquisti         | Acquisti                                               |
| R.               | Nome                 | da               | Modalità                                               |
| ---------------- | -------------------- | ---------------- | ------------------------------------------------------ |
| P                | Ionuț Radu           | Genoa            | fine prestito                                          |
| D                | Matteo Darmian       | Parma            | prestito con obbligo di riscatto (2,50 milioni €)      |
| D                | Aleksandar Kolarov   | Roma             | definitivo (1,50 milioni € più 0,5 milioni € di bonus) |
| C                | Dalbert              | Fiorentina       | fine prestito                                          |
| C                | Federico Dimarco     | Verona           | fine prestito                                          |
| C                | Achraf Hakimi        | Real Madrid      | definitivo (40 milioni € più 5 milioni € di bonus)     |
| C                | Nicolò Barella       | Cagliari         | riscatto del cartellino (25 milioni €)                 |
| C                | Valentino Lazaro     | Newcastle Utd    | fine prestito                                          |
| C                | João Mário           | Lokomotiv Mosca  | fine prestito                                          |
| C                | Radja Nainggolan     | Cagliari         | fine prestito                                          |
| C                | Ivan Perišić         | Bayern Monaco    | fine prestito                                          |
| C                | Stefano Sensi        | Sassuolo         | riscatto del cartellino (20 milioni €)                 |
| C                | Arturo Vidal         | Barcellona       | definitivo (gratuito più 1 milione € di bonus)         |
| A                | Andrea Pinamonti     | Genoa            | definitivo (8 milioni € più 12 milioni € di bonus)     |
| A                | Eddie Salcedo        | Genoa            | fine prestito                                          |
| A                | Alexis Sánchez       | Manchester Utd   | definitivo (gratuito)                                  |
| Altre operazioni |                      |                  |                                                        |
| R.               | Nome                 | da               | Modalità                                               |
| P                | Gabriel Brazão       | Albacete         | fine prestito                                          |
| P                | Michele Di Gregorio  | Pordenone        | fine prestito                                          |
| P                | Nicola Tintori       | Gozzano          | fine prestito                                          |
| D                | Niccolò Corrado      | Arezzo           | fine prestito                                          |
| D                | Andreaw Gravillon    | Sassuolo         | fine prestito                                          |
| D                | Geōrgios Vagiannidīs | Panathīnaïkos    | definitivo (gratuito)                                  |
| D                | Elian Demirovic      | Chievo           | fine prestito                                          |
| D                | Davide Zugaro        | Olbia            | fine prestito                                          |
| C                | Xian Emmers          | Waasland-Beveren | fine prestito                                          |
| C                | Lorenzo Gavioli      | Ravenna          | fine prestito                                          |
| C                | Davide Grassini      | Ravenna          | fine prestito                                          |
| C                | Lorenzo Tassi        | Arezzo           | fine prestito                                          |
| C                | Marco Pompetti       | Pisa             | fine prestito                                          |
| A                | Axel Bakayoko        | San Gallo        | fine prestito                                          |
| A                | Samuele Longo        | Venezia          | fine prestito                                          |
| A                | Darian Males         | Lucerna          | definitivo (2,50 milioni €)                            |
| A                | Vincenzo Tommasone   | Carpi            | fine prestito                                          |

| Cessioni         | Cessioni             | Cessioni            | Cessioni                                                           |
| R.               | Nome                 | a                   | Modalità                                                           |
| ---------------- | -------------------- | ------------------- | ------------------------------------------------------------------ |
| P                | Tommaso Berni        |                     | svincolato                                                         |
| D                | Kwadwo Asamoah       |                     | risoluzione                                                        |
| D                | Diego Godín          | Cagliari            | definitivo (gratuito)                                              |
| D                | Lorenzo Pirola       | Monza               | prestito                                                           |
| C                | Lucien Agoumé        | Spezia              | prestito                                                           |
| C                | Cristiano Biraghi    | Fiorentina          | fine prestito                                                      |
| C                | Antonio Candreva     | Sampdoria           | prestito con obbligo di riscatto (2,50 milioni €)                  |
| C                | Dalbert              | Rennes              | prestito (2,50 milioni €) con diritto di opzione (12,50 milioni €) |
| C                | Federico Dimarco     | Verona              | prestito con diritto di opzione                                    |
| C                | Victor Moses         | Chelsea             | fine prestito                                                      |
| C                | Valentino Lazaro     | Borussia M'gladbach | prestito (1,20 milioni €) con diritto di opzione (13,80 milioni €) |
| C                | João Mário           | Sporting Lisbona    | prestito                                                           |
| C                | Borja Valero         |                     | svincolato                                                         |
| A                | Sebastiano Esposito  | SPAL                | prestito                                                           |
| A                | Mauro Icardi         | Paris Saint-Germain | riscatto del cartellino (50 milioni € più 7 milioni € di bonus)    |
| A                | Yann Karamoh         | Parma               | riscatto del cartellino (8 milioni €)                              |
| A                | Andrea Pinamonti     | Genoa               | riscatto del cartellino (19,50 milioni €)                          |
| A                | Eddie Salcedo        | Verona              | prestito con diritto di opzione e contro-opzione                   |
| Altre operazioni |                      |                     |                                                                    |
| R.               | Nome                 | a                   | Modalità                                                           |
| P                | Gabriel Brazão       | Real Oviedo         | prestito                                                           |
| P                | Michele Di Gregorio  | Monza               | prestito con diritto di opzione e contro-opzione                   |
| P                | Giacomo Pozzer       | Monopoli            | prestito                                                           |
| P                | Nicola Tintori       | Pro Vercelli        | definitivo                                                         |
| D                | Niccolò Corrado      | Palermo             | prestito con diritto di opzione e contro-opzione                   |
| D                | Andreaw Gravillon    | Lorient             | prestito con diritto di opzione (6 milioni €)                      |
| D                | Elian Demirovic      | Fermana             | definitivo (gratuito)                                              |
| D                | Michael Ntube        | Pro Sesto           | prestito                                                           |
| D                | Geōrgios Vagiannidīs | Sint-Truiden        | prestito                                                           |
| D                | Davide Zugaro        | Giana Erminio       | prestito                                                           |
| C                | Christopher Attys    | SPAL                | prestito con diritto di opzione                                    |
| C                | Xian Emmers          | Almere City         | prestito                                                           |
| C                | Emerson Espinoza     | Parma               | fine prestito                                                      |
| C                | Lorenzo Gavioli      | Feralpisalò         | prestito con diritto di opzione e contro-opzione                   |
| C                | Jacopo Gianelli      | Pro Sesto           | prestito                                                           |
| C                | Davide Grassini      | Carrarese           | definitivo                                                         |
| C                | Andrea Palazzi       | Monza               | riscatto del cartellino (2 milioni €)                              |
| C                | Marco Pompetti       | Cavese              | prestito                                                           |
| C                | Maj Roric            | Celje               | definitivo                                                         |
| C                | Matteo Rover         | Südtirol            | definitivo                                                         |
| C                | Thomas Schirò        | Carrarese           | prestito                                                           |
| C                | Lorenzo Tassi        |                     | svincolato                                                         |
| A                | Felice D'Amico       | Sampdoria           | riscatto del cartellino (400000 €)                                 |
| A                | Samuele Longo        | L.R. Vicenza        | definitivo (400000 €)                                              |
| A                | Darian Males         | Genoa               | prestito con diritto di opzione e contro-opzione                   |
| A                | Samuele Mulattieri   | Volendam            | prestito                                                           |
| A                | Rigoberto Rivas      | Reggina             | prestito con diritto di opzione e contro-opzione                   |
| A                | Vincenzo Tommasone   |                     | svincolato                                                         |
| A                | Edoardo Vergani      | Bologna             | prestito (800000 €) con diritto di opzione                         |

### Sessione invernale (dal 4 gennaio al 1º febbraio)
| Acquisti         | Acquisti            | Acquisti | Acquisti      |
| R.               | Nome                | da       | Modalità      |
| ---------------- | ------------------- | -------- | ------------- |
| A                | Sebastiano Esposito | SPAL     | fine prestito |
| Altre operazioni |                     |          |               |
| R.               | Nome                | da       | Modalità      |
| A                | Fabio Abiuso        | Modena   | prestito      |

| Cessioni         | Cessioni            | Cessioni     | Cessioni |
| R.               | Nome                | a            | Modalità |
| ---------------- | ------------------- | ------------ | -------- |
| C                | Radja Nainggolan    | Cagliari     | prestito |
| A                | Sebastiano Esposito | Venezia      | prestito |
| Altre operazioni |                     |              |          |
| R.               | Nome                | a            | Modalità |
| A                | Axel Bakayoko       | Stella Rossa | prestito |

### Operazioni esterne alle sessioni
| Acquisti | Acquisti     | Acquisti | Acquisti      |
| R.       | Nome         | da       | Modalità      |
| -------- | ------------ | -------- | ------------- |
| A        | Darian Males | Genoa    | fine prestito |

| Cessioni | Cessioni     | Cessioni | Cessioni | Cessioni |
| R.       | Nome         | a        | Modalità |          |
| -------- | ------------ | -------- | -------- | -------- |
| A        | Darian Males | Basilea  | prestito |          |

## Risultati

### Serie A

#### Girone di andata
| Arbitro: | Piccinini (Forlì) |

|                  |           |                                                        |
| Caprari 34’, 76’ | Marcatori | 1’, 28’ Lukaku 25’ Gagliardini 42’ Hakimi 71’ Martínez |

| Arbitro: | Calvarese (Teramo) |

|                                                                |           |                                      |
| Martínez 45+2’ Ceccherini 52’ (aut.) Lukaku 87’ D'Ambrosio 89’ | Marcatori | 3’ Kouamé 57’ Castrovilli 63’ Chiesa |

| Arbitro: | Guida (Torre Annunziata) |

|                      |           |              |
| Milinković-Savić 55’ | Marcatori | 30’ Martínez |

| Arbitro: | Mariani (Aprilia) |

|            |           |                      |
| Lukaku 29’ | Marcatori | 13’, 16’ Ibrahimović |

| Arbitro: | Massa (Imperia) |

|  |           |                           |
|  | Marcatori | 64’ Lukaku 79’ D'Ambrosio |

| Arbitro: | Piccinini (Forlì) |

|                            |           |                   |
| Brozović 64’ Perišić 90+2’ | Marcatori | 46’, 62’ Gervinho |

| Arbitro: | Doveri (Roma 1) |

|              |           |              |
| Mirančuk 79’ | Marcatori | 58’ Martínez |

| Arbitro: | La Penna (Roma 1) |

|                                                 |           |                               |
| Sánchez 64’ Lukaku 67’, 84’ (rig.) Martínez 90’ | Marcatori | 45+2’ Zaza 62’ (rig.) Ansaldi |

| Arbitro: | Irrati (Pistoia) |

|  |           |                                                 |
|  | Marcatori | 4’ Sánchez 14’ (aut.) Chiricheș 60’ Gagliardini |

| Arbitro: | Valeri (Roma 2) |

|                            |           |             |
| Lukaku 16’ Hakimi 45’, 70’ | Marcatori | 67’ Vignato |

| Arbitro: | Pasqua (Tivoli) |

|            |           |                                         |
| Sottil 42’ | Marcatori | 77’ Barella 84’ D'Ambrosio 90+4’ Lukaku |

| Arbitro: | Massa (Imperia) |

|                   |           |  |
| Lukaku 73’ (rig.) | Marcatori |  |

| Arbitro: | Fabbri (Ravenna) |

|                              |           |               |
| Hakimi 52’ Lukaku 71’ (rig.) | Marcatori | 90+4’ Piccoli |

| Arbitro: | Giacomelli (Trieste) |

|          |           |                           |
| Ilić 63’ | Marcatori | 52’ Martínez 69’ Škriniar |

| Arbitro: | Aureliano (Bologna) |

|                                                                 |           |                                  |
| Martínez 20’, 57’, 78’ Marrone 31’ (aut.) Lukaku 64’ Hakimi 87’ | Marcatori | 12’ Zanellato 36’ (rig.) Golemić |

| Arbitro: | Valeri (Roma 2) |

|                               |           |             |
| Candreva 23’ (rig.) Keita 38’ | Marcatori | 65’ De Vrij |

| Arbitro: | Di Bello (Brindisi) |

|                            |           |                         |
| Pellegrini 17’ Mancini 86’ | Marcatori | 56’ Škriniar 63’ Hakimi |

| Arbitro: | Doveri (Roma 1) |

|                       |           |  |
| Vidal 12’ Barella 52’ | Marcatori |  |

| Udine 23 gennaio 2021, ore 18:00 CET 19ª giornata | Udinese          | 0 – 0 referto | Inter | Stadio Friuli (0 spett.)\| Arbitro: \| Maresca (Napoli) \| |
| Arbitro:                                          | Maresca (Napoli) |               |       |                                                            |

#### Girone di ritorno
| Arbitro: | Pasqua (Tivoli) |

|                                                |           |  |
| Improta 7’ (aut.) Martínez 57’ Lukaku 67’, 78’ | Marcatori |  |

| Arbitro: | La Penna (Roma 1) |

|  |           |                         |
|  | Marcatori | 31’ Barella 52’ Perišić |

| Arbitro: | Fabbri (Ravenna) |

|                                     |           |                      |
| Lukaku 22’ (rig.), 45’ Martínez 64’ | Marcatori | 61’ Milinković-Savić |

| Arbitro: | Doveri (Roma 1) |

|  |           |                             |
|  | Marcatori | 5’, 57’ Martínez 66’ Lukaku |

| Arbitro: | Chiffi (Padova) |

|                                   |           |  |
| Lukaku 1’ Darmian 69’ Sánchez 77’ | Marcatori |  |

| Arbitro: | Pasqua (Tivoli) |

|             |           |                  |
| Hernani 71’ | Marcatori | 54’, 62’ Sánchez |

| Arbitro: | Mariani (Aprilia) |

|              |           |  |
| Škriniar 54’ | Marcatori |  |

| Arbitro: | Valeri (Roma 2) |

|              |           |                                |
| Sanabria 70’ | Marcatori | 62’ (rig.) Lukaku 85’ Martínez |

| Arbitro: | Irrati (Pistoia) |

|                         |           |            |
| Lukaku 10’ Martínez 67’ | Marcatori | 85’ Traorè |

| Arbitro: | Giacomelli (Trieste) |

|  |           |            |
|  | Marcatori | 32’ Lukaku |

| Arbitro: | Pairetto (Nichelino) |

|             |           |  |
| Darmian 77’ | Marcatori |  |

| Arbitro: | Doveri (Roma 1) |

|                       |           |             |
| Handanovič 36’ (aut.) | Marcatori | 55’ Eriksen |

| Arbitro: | Chiffi (Padova) |

|            |           |             |
| Farias 12’ | Marcatori | 39’ Perišić |

| Arbitro: | Abisso (Palermo) |

|             |           |  |
| Darmian 76’ | Marcatori |  |

| Arbitro: | Prontera (Bologna) |

|  |           |                          |
|  | Marcatori | 69’ Eriksen 90+2’ Hakimi |

| Arbitro: | Ayroldi (Molfetta) |

|                                                                   |           |           |
| Gagliardini 4’ Sánchez 26’, 36’ Pinamonti 61’ Martínez 70’ (rig.) | Marcatori | 35’ Keita |

| Arbitro: | Chiffi (Padova) |

|                                    |           |                |
| Brozović 11’ Vecino 20’ Lukaku 90’ | Marcatori | 31’ Mxit'aryan |

| Arbitro: | Calvarese (Teramo) |

|                                        |           |                                        |
| Ronaldo 24’ Cuadrado 45+3’, 88’ (rig.) | Marcatori | 35’ (rig.) Lukaku 83’ (aut.) Chiellini |

| Arbitro: | Volpi (Arezzo) |

|                                                                 |           |                    |
| Young 8’ Eriksen 44’ Martínez 55’ (rig.) Perišić 64’ Lukaku 71’ | Marcatori | 79’ (rig.) Pereyra |

### Coppa Italia

#### Fase finale
| Arbitro: | Massa (Imperia) |

|            |           |                              |
| Kouamé 57’ | Marcatori | 40’ (rig.) Vidal 119’ Lukaku |

| Arbitro: | Valeri (Roma 2) |

|                                 |           |                 |
| Lukaku 71’ (rig.) Eriksen 90+7’ | Marcatori | 31’ Ibrahimović |

| Arbitro: | Calvarese (Teramo) |

|             |           |                         |
| Martínez 9’ | Marcatori | 26’ (rig.), 35’ Ronaldo |

| Torino 9 febbraio 2021, ore 20:45 CET Semifinale - Ritorno | Juventus          | 0 – 0 referto | Inter | Allianz Stadium (0 spett.)\| Arbitro: \| Mariani (Aprilia) \| |
| Arbitro:                                                   | Mariani (Aprilia) |               |       |                                                               |

### UEFA Champions League

#### Fase a gironi
| Arbitro: | Kuipers |

|                 |           |                                   |
| Lukaku 49’, 90’ | Marcatori | 63’ (rig.) Bensebaini 84’ Hofmann |

| Kiev 27 ottobre 2020, ore 18:55 CET 2ª giornata | Šachtar | 0 – 0 referto | Inter | Stadio Olimpico (10 178 spett.)\| Arbitro: \| Kabakov \| |
| Arbitro:                                        | Kabakov |               |       |                                                          |

| Arbitro: | Turpin |

|                                   |           |                          |
| Benzema 25’ Ramos 33’ Rodrygo 80’ | Marcatori | 35’ Martínez 68’ Perišić |

| Arbitro: | Taylor |

|  |           |                                    |
|  | Marcatori | 7’ (rig.) Hazard 59’ (aut.) Hakimi |

| Arbitro: | Makkelie |

|                 |           |                             |
| Pléa 45+1’, 76’ | Marcatori | 17’ Darmian 64’, 73’ Lukaku |

| Milano 9 dicembre 2020, ore 21:00 CET 6ª giornata | Inter  | 0 – 0 referto | Šachtar | Stadio Giuseppe Meazza (0 spett.)\| Arbitro: \| Vinčić \| |
| Arbitro:                                          | Vinčić |               |         |                                                           |

## Statistiche

### Statistiche di squadra
Statistiche aggiornate al 23 maggio 2021.
| Competizione     | Punti | In casa | In casa | In casa | In casa | In casa | In casa | In trasferta | In trasferta | In trasferta | In trasferta | In trasferta | In trasferta | Totale | Totale | Totale | Totale | Totale | Totale | DR |
| Competizione     | Punti | G       | V       | N       | P       | Gf      | Gs      | G            | V            | N            | P            | Gf           | Gs           | G      | V      | N      | P      | Gf     | Gs     | DR |
| ---------------- | ----- | ------- | ------- | ------- | ------- | ------- | ------- | ------------ | ------------ | ------------ | ------------ | ------------ | ------------ | ------ | ------ | ------ | ------ | ------ | ------ | -- |
| Serie A          | 91    | 19      | 17      | 1       | 1       | 53      | 18      | 19           | 11           | 6            | 2            | 36           | 17           | 38     | 28     | 7      | 3      | 89     | 35     | 54 |
| Coppa Italia     | -     | 2       | 1       | 0       | 1       | 3       | 3       | 2            | 1            | 1            | 0            | 2            | 1            | 4      | 2      | 1      | 1      | 5      | 4      | 1  |
| Champions League | 6     | 3       | 0       | 2       | 1       | 2       | 4       | 3            | 1            | 1            | 1            | 5            | 5            | 6      | 1      | 3      | 2      | 7      | 9      | -2 |
| Totale           | -     | 24      | 18      | 3       | 3       | 58      | 25      | 24           | 13           | 8            | 3            | 43           | 23           | 48     | 31     | 11     | 6      | 101    | 48     | 53 |

### Andamento in campionato
| Giornata  | 1 | 2 | 3 | 4 | 5 | 6 | 7 | 8 | 9 | 10 | 11 | 12 | 13 | 14 | 15 | 16 | 17 | 18 | 19 | 20 | 21 | 22 | 23 | 24 | 25 | 26 | 27 | 28 | 29 | 30 | 31 | 32 | 33 | 34 | 35 | 36 | 37 | 38 |
| --------- | - | - | - | - | - | - | - | - | - | -- | -- | -- | -- | -- | -- | -- | -- | -- | -- | -- | -- | -- | -- | -- | -- | -- | -- | -- | -- | -- | -- | -- | -- | -- | -- | -- | -- | -- |
| Luogo     | T | C | T | C | T | C | T | C | T | C  | T  | C  | C  | T  | C  | T  | T  | C  | T  | C  | T  | C  | T  | C  | T  | C  | T  | C  | T  | C  | T  | T  | C  | T  | C  | C  | T  | C  |
| Risultato | V | V | N | P | V | N | N | V | V | V  | V  | V  | V  | V  | V  | P  | N  | V  | N  | V  | V  | V  | V  | V  | V  | V  | V  | V  | V  | V  | N  | N  | V  | V  | V  | V  | P  | V  |
| Posizione | 9 | 6 | 3 | 6 | 4 | 5 | 7 | 5 | 2 | 2  | 2  | 2  | 2  | 2  | 2  | 2  | 2  | 2  | 2  | 2  | 2  | 1  | 1  | 1  | 1  | 1  | 1  | 1  | 1  | 1  | 1  | 1  | 1  | 1  | 1  | 1  | 1  | 1  |

Fonte:  Serie A – Classifica, su legaseriea.it.
Legenda:

Luogo: C = Casa; T = Trasferta. Risultato: V = Vittoria; N = Pareggio; P = Sconfitta.

### Statistiche dei giocatori
Sono in corsivo i calciatori che hanno lasciato la società a stagione in corso.
| Giocatore      | Serie A  | Serie A | Serie A     | Serie A    | Coppa Italia | Coppa Italia | Coppa Italia | Coppa Italia | Champions League | Champions League | Champions League | Champions League | Totale   | Totale | Totale      | Totale     |
| Giocatore      | Presenze | Reti    | Ammonizioni | Espulsioni | Presenze     | Reti         | Ammonizioni  | Espulsioni   | Presenze         | Reti             | Ammonizioni      | Espulsioni       | Presenze | Reti   | Ammonizioni | Espulsioni |
| -------------- | -------- | ------- | ----------- | ---------- | ------------ | ------------ | ------------ | ------------ | ---------------- | ---------------- | ---------------- | ---------------- | -------- | ------ | ----------- | ---------- |
| N. Barella     | 36       | 3       | 5           | 0          | 4            | 0            | 0            | 0            | 6                | 0                | 2                | 0                | 46       | 3      | 7           | 0          |
| A. Bastoni     | 33       | 0       | 6           | 0          | 2            | 0            | 0            | 0            | 6                | 0                | 2                | 0                | 41       | 0      | 8           | 0          |
| M. Brozović    | 33       | 2       | 9           | 1          | 4            | 0            | 2            | 0            | 5                | 0                | 2                | 0                | 42       | 2      | 13          | 1          |
| Dalbert        | 0        | 0       | 0           | 0          | 0            | 0            | 0            | 0            | 0                | 0                | 0                | 0                | 0        | 0      | 0           | 0          |
| D. D'Ambrosio  | 19       | 3       | 2           | 0          | 0            | 0            | 0            | 0            | 5                | 0                | 1                | 0                | 24       | 3      | 3           | 0          |
| M. Darmian     | 26       | 3       | 4           | 0          | 3            | 0            | 1            | 0            | 4                | 1                | 0                | 0                | 33       | 4      | 5           | 0          |
| S. De Vrij     | 32       | 1       | 2           | 0          | 4            | 0            | 0            | 0            | 6                | 0                | 2                | 0                | 42       | 1      | 4           | 0          |
| C. Eriksen     | 26       | 3       | 1           | 0          | 4            | 1            | 1            | 0            | 4                | 0                | 0                | 0                | 34       | 4      | 2           | 0          |
| R. Gagliardini | 28       | 3       | 2           | 0          | 1            | 0            | 0            | 0            | 4                | 0                | 3                | 0                | 33       | 3      | 5           | 0          |
| A. Hakimi      | 37       | 7       | 6           | 0          | 3            | 0            | 2            | 0            | 5                | 0                | 1                | 0                | 45       | 7      | 9           | 0          |
| S. Handanovič  | 37       | -33     | 1           | 0          | 4            | -4           | 0            | 0            | 6                | -9               | 1                | 0                | 47       | -46    | 2           | 0          |
| A. Kolarov     | 7        | 0       | 0           | 0          | 3            | 0            | 0            | 0            | 1                | 0                | 0                | 0                | 11       | 0      | 0           | 0          |
| R. Lukaku      | 36       | 24      | 4           | 0          | 3            | 2            | 2            | 0            | 5                | 4                | 1                | 0                | 44       | 30     | 7           | 0          |
| L. Martínez    | 38       | 17      | 5           | 0          | 4            | 1            | 0            | 0            | 6                | 1                | 1                | 0                | 48       | 19     | 6           | 0          |
| R. Nainggolan  | 4        | 0       | 0           | 0          | 0            | 0            | 0            | 0            | 1                | 0                | 0                | 0                | 5        | 0      | 0           | 0          |
| D. Padelli     | 1        | -1      | 0           | 0          | 0            | 0            | 0            | 0            | 0                | 0                | 0                | 0                | 1        | -1     | 0           | 0          |
| I. Perišić     | 32       | 4       | 3           | 0          | 4            | 0            | 1            | 0            | 6                | 1                | 0                | 0                | 42       | 5      | 4           | 0          |
| A. Pinamonti   | 8        | 1       | 0           | 0          | 1            | 0            | 0            | 0            | 1                | 0                | 0                | 0                | 10       | 1      | 0           | 0          |
| L. Pirola      | 0        | 0       | 0           | 0          | 0            | 0            | 0            | 0            | 0                | 0                | 0                | 0                | 0        | 0      | 0           | 0          |
| I. Radu        | 2        | -1      | 0           | 0          | 0            | 0            | 0            | 0            | 0                | 0                | 0                | 0                | 2        | -1     | 0           | 0          |
| A. Ranocchia   | 8        | 0       | 2           | 0          | 1            | 0            | 1            | 0            | 0                | 0                | 0                | 0                | 9        | 0      | 3           | 0          |
| A. Sánchez     | 30       | 7       | 0           | 0          | 3            | 0            | 2            | 0            | 5                | 0                | 0                | 0                | 38       | 7      | 2           | 0          |
| S. Sensi       | 18       | 0       | 1           | 1          | 2            | 0            | 0            | 0            | 1                | 0                | 1                | 0                | 21       | 0      | 2           | 1          |
| M. Škriniar    | 32       | 3       | 1           | 0          | 4            | 0            | 1            | 0            | 3                | 0                | 0                | 0                | 39       | 3      | 2           | 0          |
| F. Stankovic   | 0        | 0       | 0           | 0          | 0            | 0            | 0            | 0            | 0                | 0                | 0                | 0                | 0        | 0      | 0           | 0          |
| M. Vecino      | 8        | 1       | 0           | 0          | 0            | 0            | 0            | 0            | 0                | 0                | 0                | 0                | 8        | 1      | 0           | 0          |
| A. Vidal       | 23       | 1       | 3           | 0          | 3            | 1            | 2            | 0            | 4                | 0                | 4                | 1                | 30       | 2      | 9           | 1          |
| A. Young       | 26       | 1       | 4           | 0          | 3            | 0            | 1            | 0            | 5                | 0                | 1                | 0                | 34       | 1      | 6           | 0          |

## Giovanili

### Organigramma
Area direttiva
- Direttore: Roberto Samaden
- Responsabile Tecnico: Daniele Bernazzani
- Responsabile Scouting Italia: Giuseppe Giavardi
- Responsabile Medico: Marco Galli
- Responsabile Preparatori Atletici: Roberto Niccolai
- Responsabile Tecnico Attività di Base: Giuliano Rusca
- Responsabile Organizzativo Attività di Base: Rachele Stucchi
- Coordinatore Tecnico Attività di Base: Paolo Migliavacca

Area tecnica
- Allenatore Primavera: Armando Madonna
- Allenatore Under-18: Cristian Chivu
- Allenatore Under-17: Andrea Zanchetta
- Allenatore Under-16: Tiziano Polenghi
- Allenatore Under-15: Paolo Annoni

### Piazzamenti

#### Primavera
- Campionato: semifinale[107]
- Coppa Italia: quarti di finale
- UEFA Youth League: cancellata[108]

#### Under-18
- Campionato: semifinale[109]

#### Under-17
- Campionato: fase a gironi[110]

#### Under-16
- Campionato: sospeso[111]

#### Under-15
- Campionato: sospeso[111]